# Aspasia Point
Der Aspasia Point ist ein steiles Felsenkap, das als westlicher Ausläufer des Gebirgskamms Fanning Ridge die Einfahrt zur Jossac Bight an der Südküste Südgeorgiens östlich begrenzt. Das Kap liegt etwa 16 km ostsüdöstlich des Kap Núñez.
Das UK Antarctic Place-Names Committee benannte es 1955 in Verbindung mit dem Fanning Ridge nach der Korvette Aspasia, mit der der deutschstämmige Handelsreisende Edmund Fanning zwischen 1800 und 1801 57.000 Robbenfelle aus Südgeorgien abtransportiert hatte.